# Araukanien och Patagonien

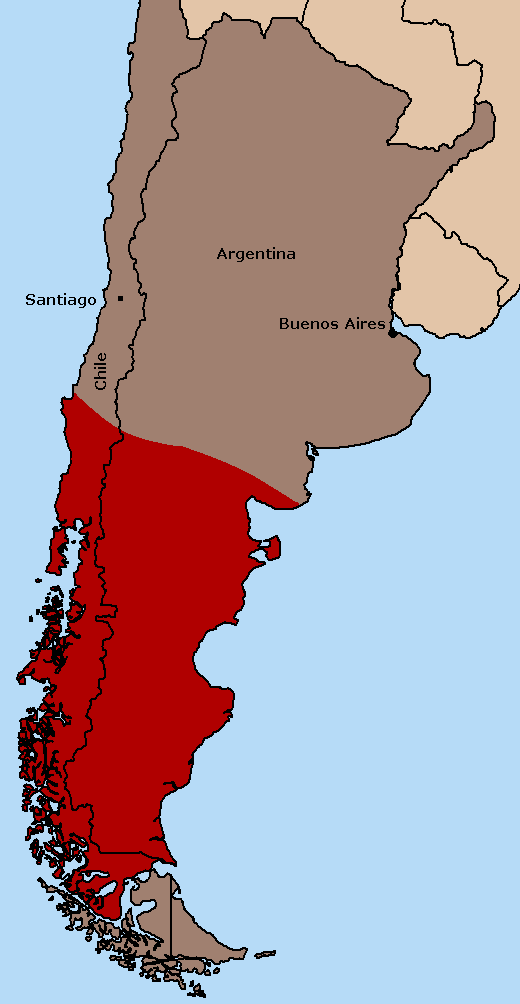
Araukanien och Patagonien

Kungadömet Araukanien och Patagonien utropades 1860 av den franske advokaten och äventyraren Antoine de Tounens. Detta skedde som en del av det araukanska kriget mellan den chilenska staten och mapucheindianerna (araukanerna).
Under ett besök i området 1860 fick Antoine de Tounens sympati för mapuchernas sak och han kom överens med mapucheledarna om att han skulle utses som kung under namnet Orelie-Antoine I och driva mapuchernas sak. Hans ansträngningar för att få internationellt erkännande för mapucherna förhindrades av Chile och Argentina och redan efter några månader fängslades han 1862 av de chilenska myndigheterna som sedan skickade honom tillbaka till Frankrike.
Antoine de Tounens återkom 1870 och tog åter tronen i besittning. Det lilla kungadömet inledde ett krig mot Chile som dock slutade med seger för Chile. Kungen försökte vinna Napoleon III:s sympati och få hjälp av honom, något som misslyckades på grund av Frankrikes förlust i fransk-tyska kriget.
Orelie-Antoine dog 1878 i Frankrike efter åratal av ofruktsamma försök att få erkännande för sitt kungarike.
Den nuvarande efterföljaren Philippe Paul Alexandre Henry Boiry, bosatt i Frankrike, gör inte längre anspråk på området. Han håller dock minnet av Orelie-Antoine levande och stöttar symboliskt mapuchernas rätt till självbestämmande genom att låta ge ut minnesmynt.
Den franske författaren Jean Raspail har skildrat Tounens och utvecklingen kring kungadömet i romanen Moi, Antoine de Tounens, roi de Patagonie, som fick Grand Prix du roman de l'Académie française 1981.